# عيدمون
عيدمون هي بلدة لبنانية من قرى قضاء عكار في محافظة الشمال. تقع في تجمع للقرى يسمى الدريب الأوسط. 
عدد السكان : ما يقارب 4000 نسمة
المساحة : 13 كم مربع 
تعرف عيدمون بمحبة أهلها للعلم و الثقافة ، فهي ثالث أكثر بلدة لبنانية علمًا. أصل أهل عيدمون ، باشاوات عثمانيون، انتقلوا للدفاع عن عكا في القدم.